# (2175) Andrea Doria
Andrea Doria és l'asteroide número 2175. Va ser descobert per l'astrònom Paul Wild des de l'observatori de Zimmerwald (Suïssa), el 12 d'octubre del 1977. La seva designació alternativa és 1977 TY.